# Amenofi I
Amenofi I (o Amenhotep I) (... – 1504 a.C. circa) è stato un sovrano egizio della XVIII dinastia.

## Biografia
Figlio di re Ahmose I e della sorella di questi, la regina Ahmose Nefertari, ebbe come moglie la propria sorella Ahmose Meritamon, indicata come "figlia del re, sorella del re, grande sposa reale". Fino alla morte del fratello più anziano Ahmose Ankh, e probabilmente del fratello Ahmose-Sipair (è dibattuto se questi fosse figlio di Ahmose o del precedente faraone Seqenenra Ta'o), Amenofi non sembrava destinato a ereditare il trono dell'Alto e Basso Egitto. L'enigmatica regina Ahhotep II è definita, in certe iscrizioni, sua sorella, nonostante una teoria alternativa vuole fosse sua nonna. Si ritiene abbia avuto un figlio da Ahhotep II, chiamato Amenhemat, morto molto giovane, benché siano stati portati vari argomenti contro questa interpretazione. Senza eredi legittimi in vita, ad Amenofi I succedette Thutmose I, in quanto sposo di Ahmes. Siccome non è noto, riguardo ad Ahmes, il titolo di "figlia del re", alcuni autori dubitano che fosse veramente sorella di Amenofi I.

### Regno
Divenne faraone in tenera età, e la prima parte del suo regno vide la reggenza della madre. Una annotazione sul rovescio del papiro conosciuto come Papiro medico Ebers permette di datare con sufficiente precisione il suo regno (ed anche quelli prossimi al suo); infatti sul papiro è scritto: festa dell'anno nuovo, 3º mese di shmu, 9º giorno, levarsi di Sodpu (Sirio), il tutto datato al 9º anno di regno di Amenhotep. Tale periodo sotiaco muta datazione a seconda del luogo di osservazione. Se avvenuta a Melfi essa può farsi risalire al 1537, se a Tebe al 1517. Dal momento che la capitale era allora Tebe e che è variamente attestata la durata di 21 anni del regno, l'incoronazione può fissarsi al 1526.
Le date delle levate eliache di Sirio possono essere calcolate, in riferimento al nostro calendario, fornendo così un potente strumento per le correlazioni cronologiche dell'epoca antica.
Amenhotep svolse una intensa attività edilizia in tutto l'Egitto ed in modo particolare nelle città che erano state alleate durante la lotta contro i sovrani hyksos. Questa grande attività edilizia comportò la riapertura delle cave di Gebel Silsila e di quelle di Serabit el-Khadim, situate nella penisola del Sinai e non più utilizzate fin dalla XII dinastia.
Viene anche attribuito a questo sovrano il primo impianto del villaggio operaio di Deir el-Medina, destinato ad ospitare gli operai specializzati nella realizzazione delle tombe reale, impianto che si svilupperà compiutamente sotto i suoi successori.
Questa attribuzione è dovuta principalmente al culto che Amenhotep, e la madre Ahmes Nefertari, ricevettero poi da parte degli operai impiegati nella realizzazione delle tombe della necropoli detta Valle dei Re.
Per quanto riguarda l'attività militare questa si concentrò soprattutto verso la Nubia, mentre non si hanno notizie di campagne in Asia.
Anche in questo caso le nostre fonti primarie sono le iscrizioni tombali di Ahmes figlio di Abana e di Ahmes Pennekhebet, due militari che avevano già servito sotto Ahmose.
La penetrazione egizia arrivò fino a Gebel Barkal nei pressi della quarta cateratta, importante posizione di controllo delle piste che attraversavano il deserto provenendo da sud. Nel 7º anno di regno di Amenofi tutta la Nubia viene messa sotto il controllo del "figlio del re di Kush", titolo spesso riservato ad un principe reale.
Anche l'introduzione del titolo di "sovraintendente delle oasi" fa ritenere che in seguito ad una campagna militare le oasi del deserto libico siano state pacificate e reinserite all'interno dello stato.

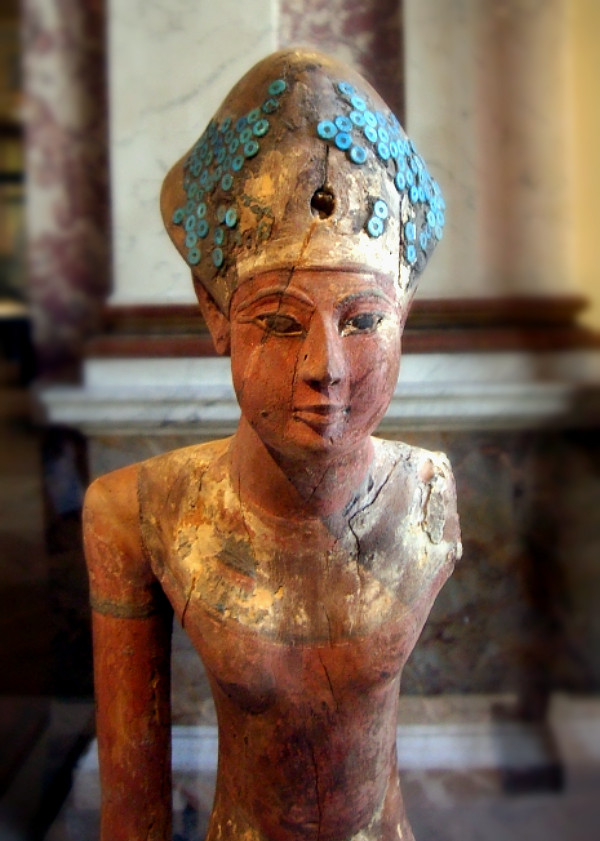
Statuetta di Amenofi I in legno policromo. Museo del Louvre, Parigi

### Sviluppo culturale e intellettuale
Sono state rinvenute numerose statue di Amenofi, molte, tuttavia, risalenti all'epoca ramesside e correlate al suo vivace culto funerario, prodotte per servire al suo culto postumo. Ciò rende difficile lo studio dell'arte durante il suo regno. Basandosi sulle non molte statue a lui coeve, è possibile vedere come rimase fedele agli stilemi del Medio Regno: l'arte agli inizi della XVIII dinastia prediligeva infatti le caratteristiche della prima fase del Medio Regno e le statue originali prodotte su commissione di Amenofi I riprendono chiaramente quelle di Mentuhotep II e Sesostri II.
Fu probabilmente Amenofi I a fondare il villaggio degli artigiani di Deir el-Medina, i cui abitanti erano responsabili della maggior parte della produzione artistica presente nelle tombe della Necropoli di Tebe, le sepolture dei futuri sovrani e nobili del Nuovo Regno. Il primo nome ivi riscontrato è quello di Thutmose I; comunque, Amenofi I fu comunque una figura assai importante fra gli artigiani del villaggio, a partire dalla sua divinizzazione e da quella di sua madre come divinità protettrici di Deir el-Medina.
Al regno di questo sovrano viene fatta risalire la stesura della versione definitiva del Libro dell'Amduat, uno dei testi funerari di maggior importanza e che viene rinvenuto, per la prima volta, sulle pareti della tomba di Thutmose I, successore di Amenofi.

### Successione
Si ritiene che Amenofi I abbia avuto un solo figlio, il principe Amenemhat, morto durante l'infanzia (anche se altre fonti arrivano a negargli anche questa paternità). Quindi suo successore fu Thutmose I, apparentemente una figura prominente dell'esercito. Non è chiaro se vi fosse un grado di parentela fra i due; comunque si è ipotizzato che Thutmose potesse esser figlio del principe Ahmose-Sipair. Amenofi I potrebbe essersi associato Thutmose al trono come coreggente prima di morire, dal momento che il cartiglio del primo appare accanto a quello del secondo su una barca rituale rinvenuta presso il terzo pilone a Karnak. Altri testi sembrano suggerire che Amenofi si sia associato al trono il figlioletto Amenemhat, prima che questi gli premorisse. In un caso o nell'altro, le evidenze archeologiche sono troppo lacunose per giungere a conclusioni definitive.

## Morte e divinizzazione

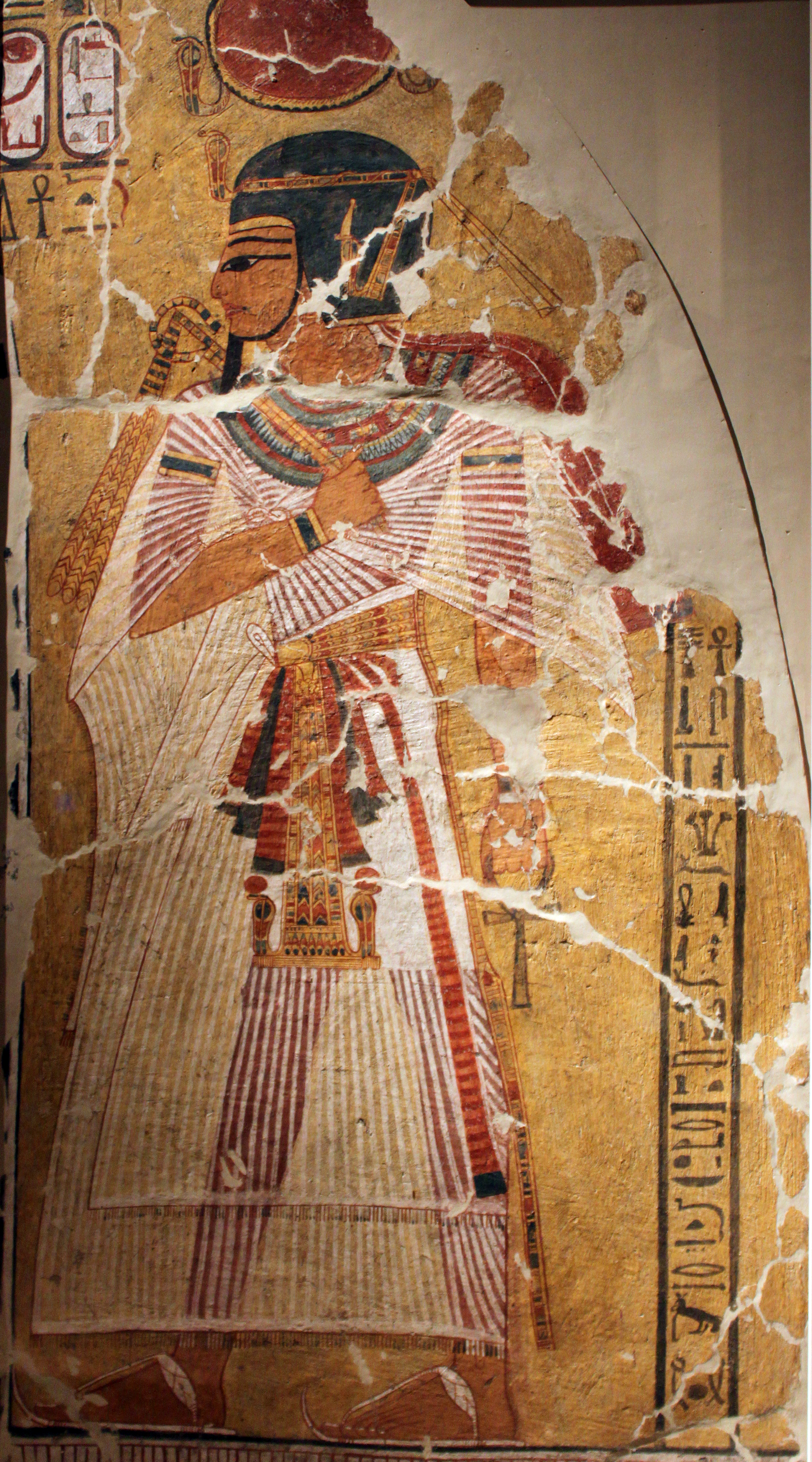
Amenofi I, già divinizzato, come rappresentato nella tomba TT359 (Tebe)

Amenofi fu divinizzato dopo la sua morte, avvenuta intorno al 1506 a.C., dopo un ventennio di regno, e fu venerato come patrono del villaggio di operai che aveva fondato a Deir-el Medina. Sua madre, la regina Ahmes Nefertari, gli sopravvisse un anno e venne parimenti deificata dopo la morte, e il suo nome aggiunto alle invocazioni ad Amenofi I. Il culto, particolarmente sentito, di re Amenofi ebbe un riflesso sull'arte statuaria: gran parte delle statue che lo rappresentano sono idoli funerari funzionali al tale culto, e appartengono a epoche anche molto successive. Amenofi veniva invocato sotto tre specifiche forme divine: Amenhotep della città, indi Amenhotep amato da Amon, e Amenhotep del cortile esterno. Venne considerato un dio in grado di proferire oracoli: alcune delle domande che gli furono poste sussistono oggi su alcuni ostraka di Deir el-Medina, e sembrano formulate come se l'idolo del re potesse dare cenni d'assenso o diniego, forse per un trucco dei sacerdoti. Inoltre, varie feste gli erano dedicate nel corso dell'anno. Ad esempio, nel primo mese dell'anno egizio, un giorno commemorava l'apparizione di Amenofi I agli operai della necropoli reale (forse da intendere come il giorno in cui la sua statua fu trasportata al villaggio).

## Mummia e sepoltura
La mummia di Amenofi I è stata rinvenuta, nel 1881, nella tomba DB320 detta anche il "nascondiglio" di Deir el-Bahari, dove venne fatta trasportare, durante il regno di Sheshonq I, da parte dei sacerdoti di Amon, per salvarla, come moltissime altre mummie reali, dalle predazioni ormai endemiche nella Valle dei Re. Il cartonnage che protegge gli strati delle bende è stato apprezzato, per la squisita fattura e il valore artistico, a tal punto che la mummia di Amenofi è l'unica a non essere mai stata sbendata, né dai sacerdoti della XXI dinastia che ebbero cura di restaurare i bendaggi delle antiche mummie reali, né dagli studiosi, anche in epoche in cui, prima dei raggi-X, ciò costituiva la prassi. Il 3 aprile 2021 la sua mummia è stata traslata con la Parata d'oro dei faraoni dal vecchio Museo Egizio al nuovo Museo nazionale della Civiltà egiziana.
Rimane una certa ambiguità sulla tomba del sovrano in quanto esistono due strutture, la KV39 nella Valle dei Re e la tomba AN B nel "cimitero degli Antef" a Dra Abu el-Naga, entrambe attribuibili a lui. La tomba di Dra Abu el-Naga, scoperta da Howard Carter nel 1914 potrebbe essere stata progettata per Ahmose Nefertari, madre di Amenofi I, e poi ampliata per accogliere la sepoltura del figlio.

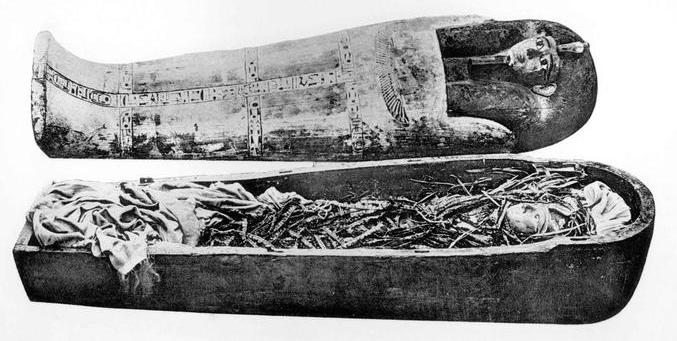
La mummia di Amenofi I, ancora nel cartonnage e nel sarcofago (fotografia di G. Elliot Smith, 1912)

## Liste reali
| N5 | D45 · D28 |

| N5 | D45 · D28 |

| N5 | D45 · D28 |

| N5 | D45 · D28 |

| N5 | D45 · D28 |

| N5 | D45 · D28 |

| N5 | D45 · D28 |

| N5 | D45 · D28 |

| N5 | D45 · D28 |

| N5 | D45 · D28 |

| N5 | D45 · D28 |

| N5 | D45 · D28 |

| N5 | D45 · D28 |

| N5 | D45 · D28 |

| N5 | D45 · D28 |

| N5 | D45 · D28 |

## Titolatura
| G5 |

| G5 |

| E1 | G43 | D36 · I9 | N17 · N17 · N17 |

| E1 | G43 | D36 · I9 | N17 · N17 · N17 |

| E1 | G43 | D36 · I9 | N17 · N17 · N17 |

| E1 | G43 | D36 · I9 | N17 · N17 · N17 |

| E1 | G43 | D36 · I9 | N17 · N17 · N17 |

| E1 | G43 | D36 · I9 | N17 · N17 · N17 |

| E1 | G43 | D36 · I9 | N17 · N17 · N17 |

| E1 | G43 | D36 · I9 | N17 · N17 · N17 |

| G16 |

| G16 |

| O29 · n · r | H4 | G43 |

| O29 · n · r | H4 | G43 |

| G8 |

| G8 |

| V29 | M4 | M4 | M4 |

| V29 | M4 | M4 | M4 |

| M23 · X1 | L2 · X1 |

| M23 · X1 | L2 · X1 |

| N5 | D45 | D28 |

| N5 | D45 | D28 |

| N5 | D45 | D28 |

| N5 | D45 | D28 |

| N5 | D45 | D28 |

| N5 | D45 | D28 |

| N5 | D45 | D28 |

| N5 | D45 | D28 |

| G39 | N5 |

| G39 | N5 |

| i | mn · n | R4 · t · p |

| i | mn · n | R4 · t · p |

| i | mn · n | R4 · t · p |

| i | mn · n | R4 · t · p |

| i | mn · n | R4 · t · p |

| i | mn · n | R4 · t · p |

| i | mn · n | R4 · t · p |

| i | mn · n | R4 · t · p |